# Горностай Остафій Романович
Остафій (Євстафій) Горностай (*д/н — 1503) — державний та військовий діяч, урядник Великого князівства Литовського.

## Життєпис
Походив з київського боярського роду Волчковичів гербу Радван Подвійний. Відомий як власник Дідятковичів за привілеєм, що отримав у 1454 році від великого князя литовського Казимира IV. У 1486 році Роман Івашкович став овруцьким намісником.
При хрещенні отримав ім'я Остафій, а також слов'янське «Горностай» (причини цього невідомі). Після цього Горностай стало родовим прізвищем. Одружився з донькою Гринька Внучкевича, отримав у посаг село Рохтичі. Вперше письмово згадується 1486 року у зв'язку з призначенням на посаду київського ключника. У 1487 році після смерті батька отримав Овруцьке намісництво. Приблизно в цей час вдруге одружився з представницею київського боярського роду Скіпорів, отримавши села Тулини, Соснів, Лопатичі, Колодязь на Житомирщині й Гущин під Вінницею, надані її батьку та братам київським князем Семеном Олельковичем. 1493 році вимушений був передати Овруцьке намісництво Григорію Глинському.
Не шкодував коштів на православні церкви. Багато пожертв зробив на користь Києво-Печерського монастиря. У 1503 році знову стає Овруцьким намісником. Проте того ж року загинув у битві з татарами на річці Уши.

## Родина
1. Дружина — донька Гринька Внучкевича
Діти:
- донька (ім'я невідоме)

2. Дружина Марія, донька Семена Скіпора
Діти:
- Іван (д/н—1558)
- Оникій (д/н—після 1567)
- Влас (д/н—після 1536), писар литовський
- Фенна

## Родовід
|                 |                 |                 |                 |                 |                 |  |  |                   |                   |                   |                   |                   |                   |  |  |        |        |        |        |        |        |  |  | Гаврило  | Гаврило  | Гаврило  | Гаврило  | Гаврило  | Гаврило  |  |  | Єронім | Єронім | Єронім | Єронім | Єронім | Єронім |  |  | Самійло | Самійло | Самійло | Самійло | Самійло | Самійло |  |  | Михайло   | Михайло   | Михайло   | Михайло   | Михайло   | Михайло   |
|                 |                 |                 |                 |                 |                 |  |  |                   |                   |                   |                   |                   |                   |  |  |        |        |        |        |        |        |  |  | Гаврило  | Гаврило  | Гаврило  | Гаврило  | Гаврило  | Гаврило  |  |  | Єронім | Єронім | Єронім | Єронім | Єронім | Єронім |  |  | Самійло | Самійло | Самійло | Самійло | Самійло | Самійло |  |  | Михайло   | Михайло   | Михайло   | Михайло   | Михайло   | Михайло   |
|                 |                 |                 |                 |                 |                 |  |  |                   |                   |                   |                   |                   |                   |  |  | Іван   | Іван   | Іван   | Іван   | Іван   | Іван   |  |  | Іван     | Іван     | Іван     | Іван     | Іван     | Іван     |  |  |        |        |        |        |        |        |  |  |         |         |         |         |         |         |  |  | Анна      | Анна      | Анна      | Анна      | Анна      | Анна      |
|                 |                 |                 |                 |                 |                 |  |  |                   |                   |                   |                   |                   |                   |  |  | Іван   | Іван   | Іван   | Іван   | Іван   | Іван   |  |  | Іван     | Іван     | Іван     | Іван     | Іван     | Іван     |  |  |        |        |        |        |        |        |  |  |         |         |         |         |         |         |  |  | Анна      | Анна      | Анна      | Анна      | Анна      | Анна      |
| Роман Івашкович | Роман Івашкович | Роман Івашкович | Роман Івашкович | Роман Івашкович | Роман Івашкович |  |  | Остафій Горностай | Остафій Горностай | Остафій Горностай | Остафій Горностай | Остафій Горностай | Остафій Горностай |  |  |        |        |        |        |        |        |  |  | Єрмоген  | Єрмоген  | Єрмоген  | Єрмоген  | Єрмоген  | Єрмоген  |  |  |        |        |        |        |        |        |  |  |         |         |         |         |         |         |  |  | Єлизавета | Єлизавета | Єлизавета | Єлизавета | Єлизавета | Єлизавета |
| Роман Івашкович | Роман Івашкович | Роман Івашкович | Роман Івашкович | Роман Івашкович | Роман Івашкович |  |  | Остафій Горностай | Остафій Горностай | Остафій Горностай | Остафій Горностай | Остафій Горностай | Остафій Горностай |  |  |        |        |        |        |        |        |  |  | Єрмоген  | Єрмоген  | Єрмоген  | Єрмоген  | Єрмоген  | Єрмоген  |  |  |        |        |        |        |        |        |  |  |         |         |         |         |         |         |  |  | Єлизавета | Єлизавета | Єлизавета | Єлизавета | Єлизавета | Єлизавета |
|                 |                 |                 |                 |                 |                 |  |  |                   |                   |                   |                   |                   |                   |  |  |        |        |        |        |        |        |  |  | Остафій  |          |          |          |          |          |  |  |        |        |        |        |        |        |  |  |         |         |         |         |         |         |  |  |           |           |           |           |           |           |
|                 |                 |                 |                 |                 |                 |  |  |                   |                   |                   |                   |                   |                   |  |  |        |        |        |        |        |        |  |  |          |          |          |          |          |          |  |  |        |        |        |        |        |        |  |  |         |         |         |         |         |         |  |  |           |           |           |           |           |           |
|                 |                 |                 |                 |                 |                 |  |  |                   |                   |                   |                   |                   |                   |  |  | Оникій | Оникій | Оникій | Оникій | Оникій | Оникій |  |  | Фрідерик | Фрідерик | Фрідерик | Фрідерик | Фрідерик | Фрідерик |  |  |        |        |        |        |        |        |  |  |         |         |         |         |         |         |  |  |           |           |           |           |           |           |
|                 |                 |                 |                 |                 |                 |  |  |                   |                   |                   |                   |                   |                   |  |  | Оникій | Оникій | Оникій | Оникій | Оникій | Оникій |  |  | Фрідерик | Фрідерик | Фрідерик | Фрідерик | Фрідерик | Фрідерик |  |  |        |        |        |        |        |        |  |  |         |         |         |         |         |         |  |  |           |           |           |           |           |           |